# Brima Sesay
Brima Attouga Bangura Sesay (Kenema, 27 gennaio 1981 – 4 aprile 2009) è stato un calciatore sierraleonese, di ruolo portiere.